# Bényei Deák János
Bényei Deák János (1609 – 1645) református lelkész, tanár. Nevét Bényei D. Jánosnak és Erdőbényeinek is írják.

## Élete
Iskoláit Magyarországon végezte, majd 1630-ban Gyulafehérvárott és 1633-ban Marosvásárhelyen volt tanár.
1634-ben I. Rákóczi György fejedelem két fia, Zsigmond és György mellett volt nevelő Gyulafehérvárott, ahol tanítványaival együtt szerkesztette a Janua linguarum bilingvis, latina et hungarica című kézikönyvet, melyben az ajánlást 1634. május 3-án Rákóczi Zsigmond és György, az olvasóhoz intézett latin értesítést pedig Erdőbényei János névvel ő írta – keltezés nélkül. (Újabb kiadásai Lőcse 1641. és Nagyvárad 1654.)
1634-ben tanítványaival a leideni, 1635-ben az utrechti egyetemre ment. A sárospataki iskolában 1637. szeptember 17-én második tanár lett. Beiktatása alkalmával A kegyes bölcsességről és a bölcs kegyességről értekezett, tanította egyebek közt a szónoklatot is.
1639-ben részt vett az erdőbényei gyűlésen, és a vitánál mint ellenvető szerepelt. 1641-ben lemondott hivataláról és Mádra ment papnak, majd az abaúji egyházmegye is megtisztelte jegyzőséggel. 1645-ben jelen volt a tállyai gyűlésen, ahol az esperesválasztáson Tolnai Dali Jánossal szemben ő is kapott szavazatokat. Ugyanebben az évben meghalt kolerában.

## Munkái
- De concursu causae primae cum secundis. Albae Juliae, 1630. (Johann Heinrich Bisterfeld elnöksége alatt mint felelő szerepel Keserűi Istvánnal.)
- Praescriptiones et antidota generalia pro christianismo, adversus socinianos. Ultrajecti, 1635.
- Janua linguarum bilinguis latina et hungarica. (Gyulafehérvár, 1634.) (Újabb kiadásai 1641-ből és 1654-ből, Váradról valók.)